# NGC 5419
NGC 5419 este o brightest cluster galaxy⁠(d) situată în constelația Centaurul. A fost descoperită în 8 iunie 1837 de către John Herschel. Se află la o distanță de 54,7 de megaparseci de Pământ.